# Gentium

Gentium

Gentium (łac. gentium — narodów, dopełniacz l. mn.) to unikodowa czcionka szeryfowa stworzona przez Victora Gaultneya. Czcionka jest darmowa i rozpowszechniana pod licencją SIL Open Font License (OFL). Została zaprojektowana tak, by mogła być używana przez jak największą liczbę ludzi. Zawiera dlatego ponad 5500 znaków z alfabetu łacińskiego, greckiego i cyrylicy oraz międzynarodowego alfabetu fonetycznego (IPA).